# 콘스탄티누스의 기증

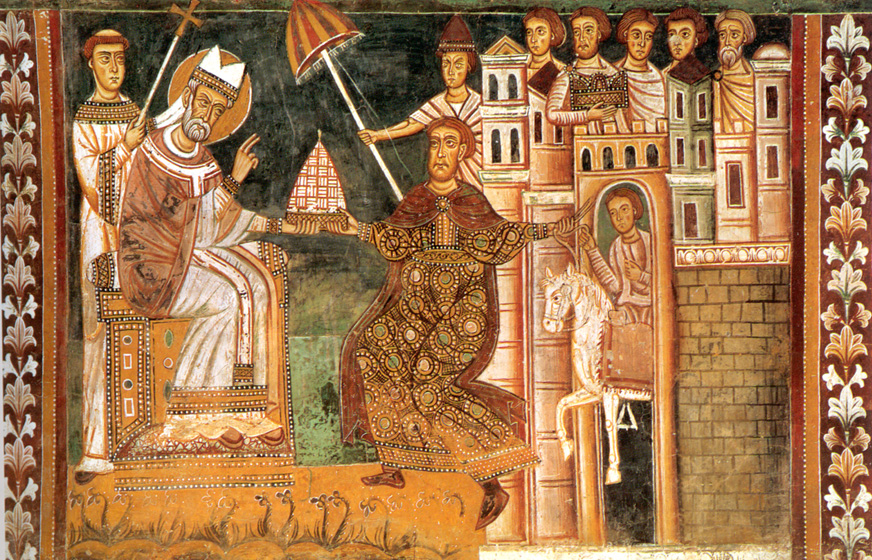
실베스터 1세가 콘스탄티누스 황제에게서 칙령을 받는 장면을 묘사한 프레스코화, 13세기경 프레스코

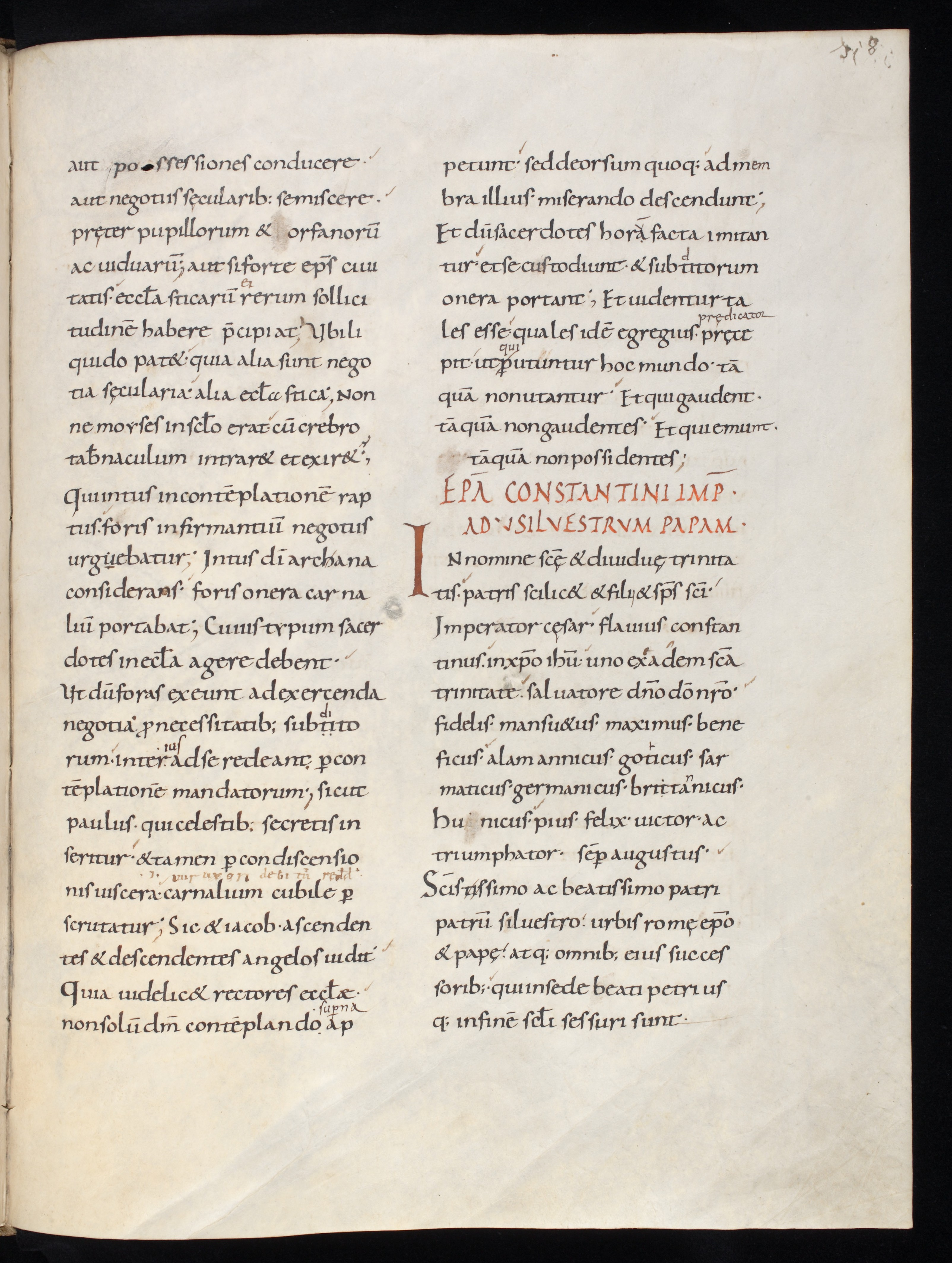
가짜 이시도르의 거짓 교령서의 일부인 콘스탄티누스의 기부의 9세기 사본. 빨간색 제목은 "Epistola Constantini Imperator ad Silvestrum Papam" 또는 "콘스탄티누스 황제가 교황 실베스터에게 보낸 편지"라고 되어 있다.

콘스탄티누스의 기증(라틴어: Constitutum Donatio Constantini 또는 Constitutum domini Constantini imperatoris)은 4세기 콘스탄티누스 대제가 로마와 로마 제국 서부에 대한 권한을 교황에게 양도한 것으로 추정되는 위조된 로마 제국 칙령이다. 아마도 9세기에 작성되었을 것으로 추정되며, 특히 13세기에 교황청의 정치적 권위 주장을 뒷받침하는 데 사용되었다.
가장 오래된 사본을 포함하여 현존하는 많은 사본에서 이 문서는 Constitutum domini Constantini imperatoris라는 제목을 가지고 있다. 콘스탄티누스의 기증은 9세기의 가짜 이시도르파 칙령에 포함되었다. 이탈리아 가톨릭 사제이자 르네상스 인본주의자인 로렌초 발라는 1439~1440년에 견고한 언어학적 주장으로 위조를 처음으로 폭로한 공로를 인정받았지만 이 문서의 진위 여부는 1001년 이후로 반복적으로 논란이 되어 왔다.
르네상스 시대 인문학자인 로렌초 발라는 이 문서가 문헌학적으로 역사적 배경을 가진 특수한 용어들을 역사 문법적인 방법으로 분석한 결과 4세기 칙령이 아니라 8세기 경에 조작된 것임을 밝혀냈다.

## 기원과 내용
이 문서는 로마 황제 콘스탄티누스 1세가 로마 제국의 수도를 콘스탄티노폴리스로 옮기면서 로마 도시와 서방 제국을 교황 실베스테르 1세와 그의 후계자들에게 넘기고 자신은 동방 제국의 황제권을 보유한다는 내용으로 되어있다. 이 문서에 따르면 콘스탄티누스는 자신을 문둥병 치료를 구하고 회심하고 세례를 받아(a cure for his leprosy, was converted and baptized) 기독교인 된것에 대한 감사의 표시로 선물한 것이라고 한다.
따라서 교황은 황제보다 더 우위에 있으며 신성한 권력의 대표자로 교황이 세속의 황제를 결정하고 심지어 교체할 수도 있다고 해석된다. 이 문서가 세상에 처음 나온 것은 8세기 중엽으로 교황 스테파노 2세와 프랑크 왕국의 궁재 피핀 단신왕의 협상과정에서 나왔다. 당시 교황 스테파노 2세는 피핀을 만나 메로빙거 왕조를 대신해 피핀의 카롤링거 왕조를 새로운 왕조로 세웠고 그 대가로 피핀은 롬바르드족이 점령한 이탈리아 영토를 되찾아 교황에게 주었다. 그 영토는 이후 약 11세기 동안 지속된 교황령의 기초가 되었다.

## 로마교회의 우위
이 문헌은 4세기에 로마 황제가 로마교회 대주교에게 영토의 권한과 우위가 있다고 인정하며 내용이었다. 서방교회 지역 중세 동안 내내 이 〈콘스탄티누스의 기증〉이라는 문서의 존재는 거의 의심없이 세속의 양쪽 (서방 황제 및 동방 황제) 로마 황제에 대한 교황의 우위권에 대한 근거 문서로 사용되었고 역대 교황들은 물론 콘스탄티노폴리스 총대주교 등 성직자들이 자신들과 교회의 이익을 위해 황제권과 충돌할 때마다 이 문서를 내세웠다. 심지어 로마 교황의 적들까지도 이 문서의 진위를 의심하지 않았다. 황제의 권리를 지지하던 단테도 14세기 문헌인 그의 《신곡》에서 이 문서를 언급하며 교황의 악행을 개탄하였다.
아! 콘스탄티누스여, 진정으로 큰 악은 그대의 개종에서 비롯된 것이 아니라 가장 부유한 사제가 그대에게서 받은 그 선물에게서 나왔도다! 단테,《신곡〈지옥편}》xix. 115~117쪽
교황 하드리아노 4세가 신성 로마 제국의 프리드리히 1세에게 보낸 편지에서 주장한 바대로 황제의 제관 소유자는 교황이며 단지 황제에게 사용토록 위임한 것에 불과할 뿐이며, 교황은 이미 콘스탄티누스 대제로부터 서방세계 전체를 기증받았고 따라서 제국은 교황이 황제에게 수여한 봉토라는 이론을 세우고자 하였던 것이다.

## 위조 문서의 폭로
르네상스가 시작되고 고전에 대한 이해가 넓어지면서 차츰 이 문서의 진위에 대한 의문이 늘어났다. 1440년 이탈리아의 인문주의자 로렌초 발라는 이 문서에 표기된 조잡한 라틴어가 4세기경 즉, 콘스탄티누스 대제 시절의 로마 황제들이 사용한 것이 아니라는 점을 증명해 내었다. 발라는 〈증서〉(Declamatio, 1440)에서 그는 익명의 저자가 쓴 '증서'에 나타난 칙령 수준과 거리가 먼 조잡한 라틴어 문체와 후대 표현 방식을 밝혀내고, 또한 인용된 문헌이 4세기 이후의 문헌으로 작성 시기와 불일치한다는 점도 확인하였다. 이에 대하여 교황청은 발라의 논증을 부정하고 발라의 책을 16세기 중반까지 금서목록에 포함시켰다. 그러나 이미 이 문서의 권위는 의심받게 되었고 결국 교회도 위조된 문서라는 사실을 인정하였다.
교황의 노여움을 산 로렌초 발라는 종교재판소의 심문을 받았으나 곧 복권되었다. 1448년 친인문주의 성향의 니콜라오 5세는 그를 수사학 교수이자 교황청 비서로 임명했다.

## 평가
중세 시대의 교회는 교황령 형성에 큰 공헌을 한 이 기증 행위를 공식적으로 매우 중요하게 여겼고 황제들이 대관식 전에 이 문서를 인준하게 했다. 또한 이 문건의 진실성을 의심하는 자는 이단으로 간주했다. 사료 위조는 오늘날에는 매우 불순한 것으로 평가되고 있으나, 중세의 자료 위조는 경우에 따라서 다른 평가를 받았다. 이는 혼돈스러운 세계를 신이 원하는 올바른 질서 속으로 이끌고 가려는 의도를 보여준다고 보았던 것이다.
프리츠 케른과 같은 현대의 역사가는 중세 몇몇 위조자들의 사고를 이와 같이 설명하고 있다. 문서가 진본이든 혹은 위본이든, 그것은 신이 정해 놓은 질서라고 생각되는 그림에 따라 만들어졌다는 것이다.
중세역사 전문가인 호르스트 푸어만은 중세가 근대와 달리 법과 진실을 이해했다고 점을 환기시켰다. 중세 사람들에게는 어떤 사안에 대한 사실이나 정당함을 결정하는 것은 형식적 기준이 아니라 신이었다. 인간의 이성보다 신이 더 위대했기 때문이다. 다시 말해 '콘스탄티누스 기증장'이 표명한 교회의 지배권은 신의 의지에서 나온 것이었기에 이성에 의해 절대 문제가될 수 없었다. 따라서 중세에는 위조범이 재판을 받는 일은 극히 드물었다.

## 같이 보기
- 로렌초 발라
- 피핀의 기증
- 위이시도레 교서